# Rudolzhofen

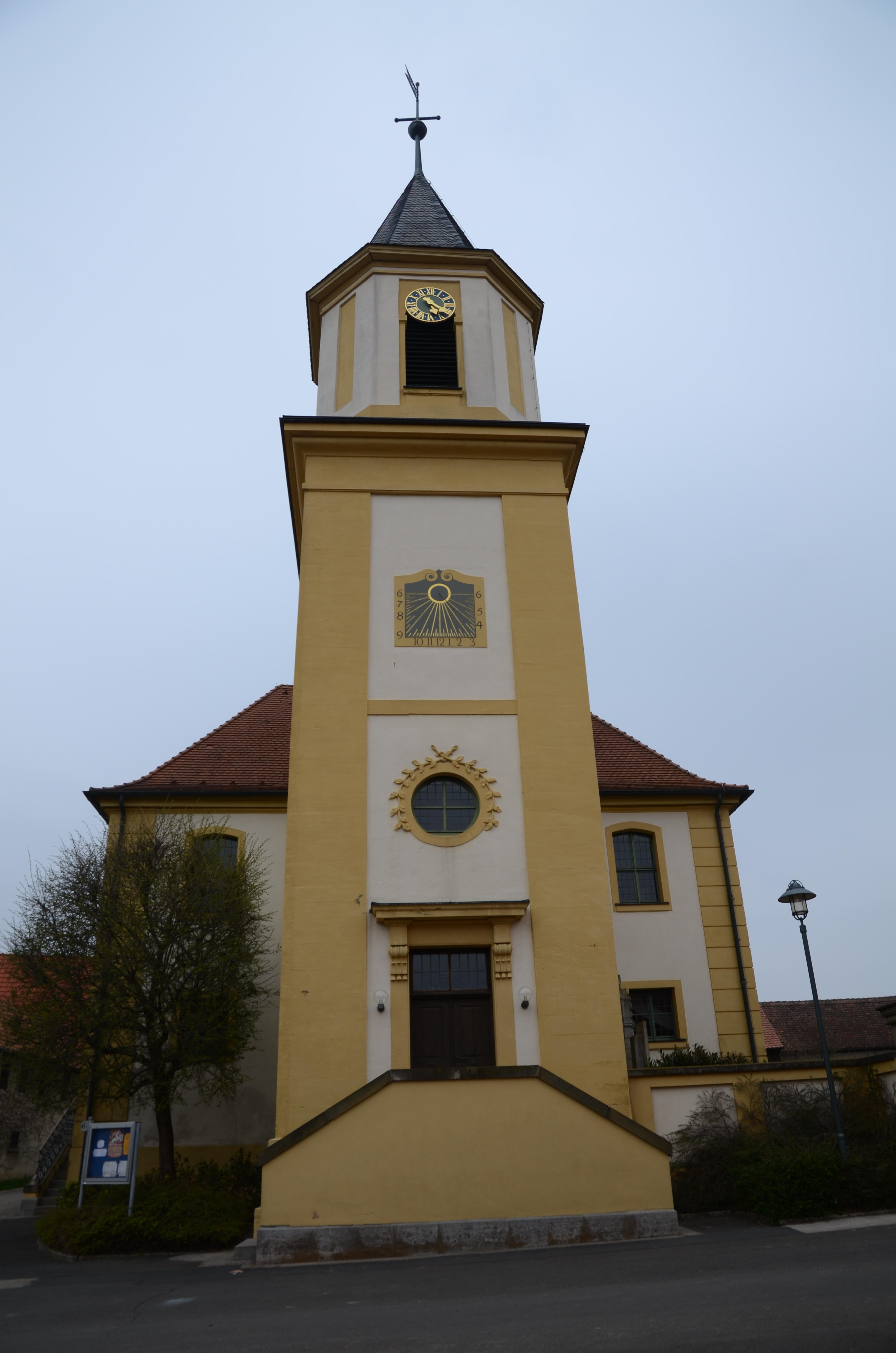
Die Dreifaltigkeitskirche

Rudolzhofen (fränkisch: Rualdshoufa) ist ein Gemeindeteil der Stadt Uffenheim im Landkreis Neustadt an der Aisch-Bad Windsheim (Mittelfranken, Bayern). Die Gemarkung Rudolzhofen hat eine Fläche von 4,791 km². Sie ist in 425 Flurstücke aufgeteilt, die eine durchschnittliche Fläche von 11273,07 m² haben.

## Lage
Das Kirchdorf ist von Acker- und Grünland umgeben und liegt an der Bundesstraße 13, die nach Uffenheim (3,7 km nordwestlich) bzw. nach Neuherberg (1,4 km südöstlich) führt. Eine Gemeindeverbindungsstraße führt nach Uttenhofen (2,3 km nördlich).

## Geschichte
Vermutlich wurde Rudolzhofen um das Jahr 600, spätestens Anfang des 7. Jahrhunderts gegründet. Der in dem Namen Rudolzhofen enthaltene Personenname benennt vermutlich den ersten Hofbesitzer von Rudolzhofen. Die älteste Überlieferung des Ortsnamens findet sich in einem Teilurbar des Benediktinerklosters St. Michael bei Bamberg aus der ersten Hälfte des 12. Jahrhunderts. Da die älteste urkundliche Überlieferung auf Rudolfeshofen lautet, wird man diesen Namen als den ursprünglichen annehmen dürfen.
Gegen Ende des 18. Jahrhunderts gab es in Rudolzhofen 30 Anwesen. Das Hochgericht übte das ansbachische Oberamt Uffenheim aus. Das Kasten- und Stadtvogteiamt Uffenheim war Grundherr über sämtliche Anwesen. Von 1797 bis 1808 unterstand Rudolzhofen dem preußischen Justiz- und Kammeramt Uffenheim.
1806 kam der Ort an das Königreich Bayern. Mit dem Gemeindeedikt (frühes 19. Jahrhundert) wurde Rudolzhofen dem Steuerdistrikt Seenheim zugewiesen. Wenig später entstand die Ruralgemeinde Rudolzhofen. Sie war in Verwaltung und Gerichtsbarkeit dem Landgericht Uffenheim zugeordnet und in der Finanzverwaltung dem Rentamt Uffenheim (1919 in Finanzamt Uffenheim umbenannt). Ab 1862 war das Bezirksamt Uffenheim für die Verwaltung der Gemeinde zuständig (1939 in Landkreis Uffenheim umbenannt). Die Gerichtsbarkeit blieb beim Landgericht Uffenheim (1879 in Amtsgericht Uffenheim umbenannt), seit 1973 ist das Amtsgericht Neustadt an der Aisch zuständig. Die Gemeinde hatte 1964 eine Gebietsfläche von 4,794 km². Am 1. Januar 1972 wurde Rudolzhofen im Zuge der Gebietsreform in Bayern nach Uffenheim eingegliedert.

### Baudenkmäler
Es gibt vier Baudenkmäler:
- Ehemaliges Flachsbrechhaus
- Haus Nr. 20: Wappenrelief
- Haus Nr. 22: Ehemaliges Schulhaus
- Haus Nr. 29: Dreieinigkeitskirche.

### Bodendenkmäler
In der Gemarkung Rudolzhofen gibt es ein Bodendenkmal.

### Einwohnerentwicklung
| Jahr      | 1818   | 1840   | 1852   | 1855   | 1861   | 1867   | 1871   | 1875   | 1880   | 1885   | 1890   | 1895   | 1900   | 1905   | 1910   | 1919   | 1925   | 1933   | 1939   | 1946   | 1950   | 1952   | 1961   | 1970   | 1987   | 2007  |
| Einwohner | 184    | 205    | 201    | 210    | 220    | 234    | 224    | 217    | 218    | 221    | 242    | 234    | 213    | 205    | 188    | 204    | 216    | 217    | 214    | 337    | 344    | 276    | 204    | 175    | 167    | 153   |
| Häuser    | 34     | 42     |        |        |        |        | 42     |        |        | 41     | 44     |        | 44     |        |        |        | 40     |        |        |        | 36     |        | 38     |        | 38     |       |
| Quelle    | [ 11 ] | [ 18 ] | [ 19 ] | [ 19 ] | [ 20 ] | [ 21 ] | [ 22 ] | [ 23 ] | [ 24 ] | [ 25 ] | [ 26 ] | [ 19 ] | [ 27 ] | [ 19 ] | [ 28 ] | [ 19 ] | [ 29 ] | [ 19 ] | [ 19 ] | [ 19 ] | [ 30 ] | [ 19 ] | [ 13 ] | [ 31 ] | [ 32 ] | [ 2 ] |

## Religion
Der Ort ist seit der Reformation evangelisch-lutherisch geprägt und gehört bis heute zur Pfarrei St. Margaretha (Seenheim).

## Persönlichkeiten
- Johann Weiß, Senatspräsident
- Herbert Ströbel (* 1945), Agrarökonom und Professor der Hochschule Weihenstephan-Triesdorf